# Чиф Лејк (Висконсин)
Чиф Лејк (енгл. Chief Lake) насељено је место без административног статуса у америчкој савезној држави Висконсин.

## Демографија
По попису из 2010. године број становника је 583, што је 42 (-6,7%) становника мање него 2000. године.
| Група             | 2000.       | 2010.       |
| Белци             | 141 (22,6%) | 119 (20,4%) |
| Афроамериканци    | 1 (0,2%)    | 0 (0,0%)    |
| Азијати           | 0 (0,0%)    | 1 (0,2%)    |
| Хиспаноамериканци | 6 (1,0%)    | 16 (2,7%)   |
| Укупно            | 625         | 583         |